# Veli Golji
Veli Golji is een plaats in de gemeente Sveta Nedelja in de Kroatische provincie Istrië. De plaats telt 89 inwoners (2001).